# Греъм (окръг, Северна Каролина)
Вижте пояснителната страница за други населени места с името Греъм.
Окръг Греъм (на английски: Graham County) е окръг в щата Северна Каролина, Съединени американски щати. Площта му е 782 km², а населението – 8558 души (2016). Административен център е град Робинсвил.